# Jasna Zajček
Jasna Zajček (* 1973) ist eine deutsche Publizistin, Sachbuchautorin, Journalistin, Nah-Ost- und Bundeswehrexpertin, Fernsehproduzentin und Kolumnistin.

## Leben
Jasna Zajček wurde in West-Berlin (Charlottenburg) geboren und absolvierte nach dem Abitur am humanistischen Schiller-Gymnasium zunächst eine Ausbildung als Werbekauffrau und IHK-geprüfte Ausbilderin für Werbekaufleute. Nach der Teilnahme am Europäischen Jahr für Jugendliche, währenddessen sie Portugiesisch in Lissabon und auf Madeira studierte sowie eine BSAC-Ausbildung als Tauchlehrerin absolvierte, begann sie ihre journalistische Karriere bei der TV-Sendung ARD Ratgeber Reise. Infolgedessen nahm sie 2006 neben der Arbeit als Fernsehproduzentin das Studium der Publizistik- und Kommunikationswissenschaften und später auch das Studium der Arabischen Hochsprache und der Islamwissenschaft auf.
Anschließend absolvierte sie ein Volontariat in Marc Wohlrabes Zeitbank Verlag und leitete zunächst die Berliner, später die bundesweite Redaktion des Jugend- und Clubkultur-Magazins Flyer.

## Wirken
Bis 1999 war Zajček Print- und Online-Redaktionsleitung und Relaunch-Koordination des größten ostdeutschen Kulturmagazins „Cab Nightflight“ sowie Koordinatorin diverser ostdeutscher Kultur- und Musikfestivals und danach als Chefin vom Dienst für Bernd Heusingers Online-Boulevardmagazin „Thema 1“.
Seit 2001 arbeitet sie als freie Autorin für Zeitungen im In- und Ausland (taz, Le Monde Diplomatique, Die Welt, Zenithonline, Kulturaustausch, das Magazin des Institutes für Auslandsbeziehungen, Spiegel Online, FAZ, FAS, VICE, Der Standard, Die Woche uvm.) sowie als TV-Produzentin und Autorin im arabischsprachigen Raum für die US-Fernsehstation Vice, arte und 3sat.
2005 erhielt sie den CNN Journalist Award im Bereich Print für eine einmonatige Undercover-Reportage aus einem Trainingscamp der US-Armee (Infanterie und Marines) für Afghanistan. 2006 berichtete sie für die taz und die BZ undercover über die Arbeitsbedingungen von Angestellten und Hostessen während der Fußball-WM in Deutschland. Für diese Recherche ließ sie sich wochenlang als Sterne-Kellnerin trainieren. 
Ebenfalls 2006 nahm Zajček am deutsch-israelischen Journalistenaustauschprojekt teil, wobei sie bei einem Besuch in Gaza nach dem Abzug der israelischen Besatzungsmacht beschloss, die Arabische Sprache zu studieren und sich auf die Region zu spezialisieren.
2007 ging sie auf Einladung des Goethe-Institutes und der Heinrich-Böll-Stiftung als Austauschkulturjournalistin von Damaskus, wo sie damals lebte und arbeitete, nach Beirut, Libanon. Im Zuge dieser Einladung integrierte sie sich in die Beiruter Kulturszene, bloggte darüber und konzipierte und organisierte das erste „Berlin – Beirut“ Kulturfestival sowie später das erste und zweite Berlin – Dubai Kulturfestivals mit den Goethe-Instituten Beirut/Dubai. Sie arrangierte und produzierte die VICE-TV-Serie „Back in Beirut - VICE kehrt in den Libanon zurück.“
Zajček nimmt seit dieser Zeit am Projekt „Living Globality“ teil, einem internationalen Austauschprojekt, das Meinungsbildner des europäischen und arabischen Raumes zusammenbringt und so über Veröffentlichungen in international relevanten Medien kulturvermittelnd wirkt.
2008 holte Jan Lerch sie zum Berliner Independent-Radio „Motor FM“, für das sie aus dem Nahen Osten und auch über interkulturell-arabische Themen aus Berlin berichtete.
2009 organisierte sie im Auftrag vom Haus der Kulturen der Welt, der Europa-Universität Viadrina und dem Goethe-Institut Beirut die weltweite, interdisziplinäre „Global Prayers“-Konferenz und war als Pressesprecherin des Vereins „Transparency for Iran“.
Bis zum Ausbruch des Krieges 2011 lebte sie in Damaskus und Beirut und leitete regelmäßig die Syrien-Kulturreisen für die Leser der Wochenzeitung DIE ZEIT.
Im September 2011, als sich im Nahen Osten bereits die Katastrophe des Syrischen Krieges abzuzeichnen begann, gründete sie zusammen mit Friedrich Bokern die Hilfsorganisation (NGO) „Relief and Reconciliation for Syria“, eine Organisation, die auf Spendenbasis interkonfessionelles Peacebuilding und Bildungsarbeit für hunderte syrische Flüchtlingskinder im Libanon betreibt.
Seit 2012 lebt Zajček wieder als Autorin und Publizistin in ihrer Heimatstadt Berlin und berät u. a. freie Kulturprojekte, aber auch ein staatliches Theater (bis 2015) in ihrer Tätigkeit als interkulturelle (PR-)Kultur- und Nahostexpertin. 2014 wurde sie aufgrund ihrer Kompetenz in kontemporären nahöstlichen politischen und kulturellen Belangen in den Beirat von Peter Scholl-Latours Deutsch-Arabischen-Gesellschaft berufen.
2016 ging sie für fünf Monate als Undercover-Reporterin, mit dem Cover der Deutschlehrerin für syrische Flüchtlinge, nach Bautzen, Sachsen, und versuchte nicht nur ihre syrischen Schüler, sondern auch sich selbst in die als verschlossen geltende sächsische Gesellschaft zu integrieren. Daraus entstand das 2017 erschienenen Buch „KALTLAND“, das von der taz als das „klügste Buch zur Flüchtlingskrise“ beschrieben wurde.
Sie forschte als Stipendiatin des „Fleiss und Mut“-Kartographen-Stipendiums u. a. der Mercator-Stiftung über die Herausforderungen der Integration von arabischstämmigen Zuwanderern im Osten Deutschlands.

## Werk
In ihrem ersten Buch Ramadan Blues, erschienen 2007, behandelt sie das Zusammenleben der Kulturen (Okzident – Orient) und die Konfrontation eines jungen Ostdeutschen mit dem Leben außerhalb seines Dorfes bei Leipzig. Sie reiste mit ihm und einem deutsch-jordanischen Kameramann im Fastenmonat Ramadan in einem alten Mercedes-Bus entlang der Grenzen des ehemaligen Osmanischen Reiches und recherchierte, wie der Kommunismus zur Integration der verbliebenen Muslime beigetragen hat. Parallel dazu begab sie sich, in Absprache und unter Kontrolle des fastenden Deutsch-Jordaniers, in die Rolle einer muslimischen (Ehe-)Frau im Ramadan; diese Erlebnisse berichtete sie in einer taz-Kolumne und schrieb auch in „Ramadan Blues“ über diese Erfahrung.
Ihr zweites Buch "Unter Soldatinnen – Berichte von der Front" erschien 2010 im Piper Verlag. Zur Recherche ließ sich die Autorin in der Marineschule Mürwik bei der Deutschen Marine in der Offiziersausbildung an der Waffe zur Soldatin ausbilden und reiste deutschen Soldatinnen im Einsatz bis in gefährliche Länder wie Sudan oder Djibuti auf eigene Faust hinterher. Das Buch ist in den Bibliotheken aller Universitäten, Stützpunkte und Kasernen der Bundeswehr präsent und gilt als Standardwerk für deutsche Frauen, die sich für eine militärische Karriere interessieren. Zajček wurde für ihr Engagement bei der Recherche ehrenhalber zur Reservistin der Luftwaffe ernannt.
Am 21. August 2018 wurde Zajčeks erstes Buch in Co-Autorenschaft zusammen mit dem preisgekrönten Deutsche-Welle-Moderator Jaafar Abdul Karim veröffentlicht. Das Buch mit dem Titel „Fremde oder Freunde – was die junge arabische Community denkt, fühlt und bewegt“ erschien im Rowohlt Verlag.
Im Jahr 2021 wurde Zajček ein Förderpreis des Lessing-Preises des Freistaates Sachsen zuerkannt.
Die Jurybegründung für den Lessing-Förderpreis sie lautet:

„„Dieses Deutschland schmerzt – Recherchen unter Flüchtlingen, Sozialarbeitern und Pegidisten“: Jasna Zajček verbrachte 2016 fünf Monate undercover als Deutschlehrerin für syrische Flüchtlinge in Bautzen, auf der Suche nach den Gründen für das Integrationsversagen in Deutschland. Daraus entstand das 2017 erschienene Buch „Kaltland“, das von der taz als das „klügste Buch zur Flüchtlingskrise“ beschrieben wurde. Jasna Zajček, Publizistin, Sachbuchautorin, Journalistin und Nah-Ost-Expertin, gelingt mit ihrem Buch eine große Sozialreportage über die unliebsame deutsche Flüchtlingsrealität. Verstörend vorurteilslos lässt sie alle zu Wort kommen: Flüchtlinge, AfD-Wähler, Pegidisten und Sozialhelfer. Angsterfüllte und Hoffnungsverlierer. Weder belehrt, noch romantisiert sie. Mit journalistischem Geschick bedient sie die Lupe, die unsere Wahrnehmung entzerrt und erlaubt einen schonungslos klaren Blick auf die Realität. Die Ratlosigkeit, mit der sie die Leser zurücklässt, führt zur Neubewertung der Lage, ohne dabei die moralisch-ethischen Werte außer Kraft zu setzen.“

## Auszeichnungen
- 2005: CNN Journalist Award
- 2021: Förderpreis des Lessing-Preises des Freistaates Sachsen

## Publikationen (Auswahl)
- Ramadan-Blues: wie sich eine Berlinerin, ein Leipziger und ein Jordanier aufmachten, den Nahen Osten kennenzulernen. Herder 2007, ISBN 978-3-451-03010-9.
- Unter Soldatinnen: ein Frontbericht. Piper München, Zürich 2010, ISBN 978-3-492-05369-3.
- Kaltland. Unter Syrern und Deutschen. Droemer TB 2018, ISBN 978-3-426-30134-0.
- mit Jaafar Abdul Karim: Fremde oder Freunde?: Was die junge arabische Community denkt, fühlt und bewegt. Rowohlt Taschenbuch 2018, ISBN 978-3-499-63390-4.